# Lonchocarpus hintonii
Lonchocarpus hintonii är en ärtväxtart som beskrevs av Noel Yvri Sandwith. Lonchocarpus hintonii ingår i släktet Lonchocarpus och familjen ärtväxter. Inga underarter finns listade i Catalogue of Life.